# Comuna de Markusy
Markusy (polaco: Gmina Markusy) é uma gminy (comuna) na Polónia, na voivodia de Vármia-Masúria e no condado de Elbląski. A sede do condado é a cidade de Markusy.
De acordo com os censos de 2004, a comuna tem 4085 habitantes, com uma densidade 37,6 hab/km².

## Área
Estende-se por uma área de 108,56 km², incluindo:
- área agricola: 75%
- área florestal: 4%

## Demografia
Dados de 30 de Junho 2004:
|                      | Total   | Total | Mulheres | Mulheres | Homens  | Homens |
| -------------------- | ------- | ----- | -------- | -------- | ------- | ------ |
|                      | pessoas | %     | pessoas  | %        | pessoas | %      |
| População            | 4085    | 100   | 2011     | 49,2     | 2074    | 50,8   |
| Densidade (pop./km²) | 37,6    | 100   | 18,5     | 18,5     | 19,1    | 19,1   |

De acordo com dados de 2002, o rendimento médio per capita ascendia a 1345,24 zł.

## Subdivisões
- Balewo, Brudzędy-Stare Dolno, Dzierzgonka, Jezioro, Kępniewo, Krzewsk, Markusy, Nowe Dolno, Rachowo, Stalewo, Stankowo-Topolno, Węgle-Żukowo, Wiśniewo, Zwierzno, Zwierzeńskie Pole, Złotnica, Żółwiniec-Jurandowo, Żurawiec.

## Comunas vizinhas
- Dzierzgoń, Elbląg, Gronowo Elbląskie, Rychliki